# Vácduka
Vácduka là một thị trấn thuộc hạt Pest, Hungary. Thị trấn này có diện tích 8,4 km², dân số năm 2010 là 1328 người, mật độ 158 người/km².